# 壶公山
壶公山为中国福建省莆田市一座名山，最高处有711．5米， 壶公山虽不高，但由于坐落在兴化平原之上，所以显的十分高大。人们多以壶公山和木兰溪为莆田市的代名词，有“壶山兰水”之雅称，其中“壶山致雨”是莆田著名的“二十四景”之一。壶公山坐落于新度镇之内，距离市区只有十余公里，其交通十分方便。北宋理学家朱熹曾赞美壶山说：“莆多人物，以文献名邦著，乃此公作怪也。”这里所说的“此公”，即是壶公山。相传壶公山原名“胡公山”，是因为汉代有个姓胡的道人隐居山上，后来得道成仙，山因胡公而得名，后人取谐音为“壶公山”。但也有人认为山形为壶，因形得名。壶公山亦是一座宗教名山，其鼎盛时期有18院36岩之胜。现有尚存的有凌云殿、祥云殿、白云寺、名山宫、宝胜寺、香山宫等20余处宗教和民间信仰纪念性建筑。

## 延伸阅读
[在维基数据编辑]
 《欽定古今圖書集成·方輿彙編·山川典·壺公山部》，出自陈梦雷《古今圖書集成》